# Герман I (граф Веймар-Орламюнде)
Герман I (нем. Hermann I. von Weimar-Orlamünde; ок. 1130 — 19 октября 1176) — граф Веймар-Орламюнде с 1167 года, из династии Асканиев. Основатель линии графов Орламюнде, угасшей в 1423 году, и линии графов Веймара, угасшей в 1486 году.

## Биография
Второй сын Альбрехта Медведя и Софии фон Винценбург. Получил от отца в управление его земли в Тюрингии. В 1167 году упоминается с титулом графа.
После смерти отца (1170) и раздела его наследства во владения Германа входили Веймар, Орламюнде, города Рудольфштадт, Штруф, Тамбах, Гемюнд, Рода и некоторые другие земли в Тюрингии, Франконии и Фогтланде.
Враждовал с ландграфом Тюрингии Людвигом III.
Жена — Ирмгарда (Эрменгарда). Сын — Зигфрид III.